# Vroeg-archaïsche stijl
De vroeg-archaïsche stijl is de eerste stijlperiode van de archaïsche periode, die ook bekend is als de orientaliserende of Daedalische stijl en loopt van ca. 700 tot 610 v.Chr. Deze laatste naam is afgeleid van de legendarische Atheense kunstenaar Daedalus die op Kreta vastzat. Kreta was het doorgeefluik voor de oosterse invloeden die de stijl zouden kenmerken. 
Deze stijl stond sterk onder oosterse invloed vanuit Noord-Syrië. Ook is er een zeker Levantijnse invloed waarneembaar.
Na 630 vot. - de stichting van de Griekse handelskolonie Naucratis in Egypte - kan men ook een Egyptische invloed waarnemen in de Griekse korèbeelden.
Een mooi voorbeeld van een vroeg-archaïsche korè is de Dame van Auxerre.